# Lincoln-County-Rinderkrieg
Der Lincoln-County-Rinderkrieg war ein Konflikt, der im 19. Jahrhundert im US-amerikanischen Grenzland stattfand. Dieser „Krieg“ brach zwischen den reichen Rinderzüchtern und den Geschäftsleuten in Lincoln County, New Mexico, aus. Ein bekannter Mitwirkender dieses Krieges war Henry McCarty (alias William H. Bonney), besser bekannt unter dem Namen „Billy the Kid“. Der Konflikt dauerte von 1878 bis 1881.

## Vorgeschichte
John Henry Tunstall (6. März 1853 bis 18. Februar 1878) war ein englischer Kaufmann. Tunstall war aus England 1872 zunächst nach Victoria, Kanada emigriert, wo er in einem Warenhaus arbeitete, an dem sein Vater Teilhaber war (Turner, Beeton & Tunstall). 1876 kam er nach Kalifornien, um dort Schafe zu züchten, zog aber bald nach New Mexico weiter. In Santa Fe lernte er den Anwalt Alexander McSween aus Lincoln County kennen. Nach Gesprächen mit diesem beschloss Tunstall in Lincoln County seine Viehzucht zu beginnen.
Lincoln war damals der Mittelpunkt des Geschäftslebens im County. Zu dieser Zeit wurde das Gebiet seit 1874 von den beiden Iren Lawrence Murphy und J. J. Dolan beherrscht, denen ein Gemischtwarenhandel, das einzige Geschäft in Lincoln County, gehörte: die „Murphy & Dolan Mercantile and Banking“ auch bekannt als „The House“. John H. Riley wurde ihr Geschäftspartner. Diese Männer kontrollierten den Handel des Bezirks mit Waren und Rindern. Sie hatten enge Beziehungen zu den staatlichen Behörden in Santa Fe, New Mexico, zu den örtlichen Gesetzeshütern und zu einer korrupten Gruppe mit Namen „Santa Fe Ring“.

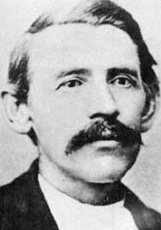
John Chisum

Tunstall gründete mit Alexander McSween die H. H. Tunstall & Company, das ein konkurrierendes Unternehmen war, sowie eine Ranch. Unterstützt wurden die beiden Männer durch John Chisum, einen Rinderzüchter mit großen Herden in der Region. Im Lincoln County befanden sich zu dieser Zeit zahlreiche Gesetzlose und Veteranen von beiden Seiten des Bürgerkriegs. Tunstall versammelte eine Bande raubeiniger Cowboys um sich, wovon einer William Henry McCarty war. Sie sollten später als Regulators bekannt werden.

## Der Auslöser des Rinderkriegs

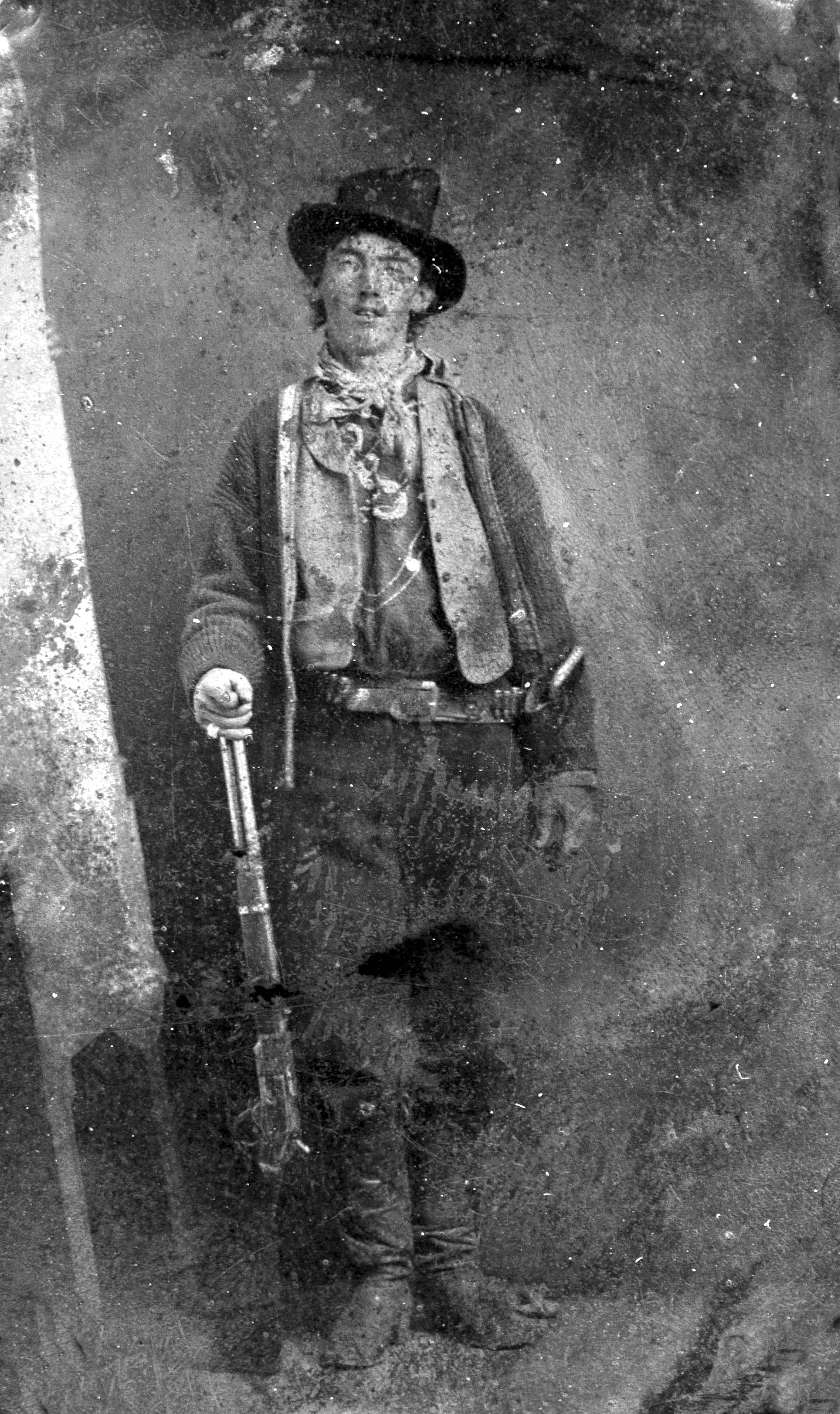
Billy the Kid

Der junge Tunstall hatte eine Ranch am Rio Feliz, etwa 30 mi (48 km) südlich der Stadt Lincoln erworben, und sich als Viehzüchter selbstständig gemacht. Im Februar 1878 kam es zu Gewalttätigkeiten. Unmittelbarer Anlass waren Auseinandersetzungen um den Nachlass von Dolans Geschäftspartner Emil Fritz († 1874). In seinem Geschäft, das er in Lincoln eröffnet hatte, bot Tunstall seine Produkte zu anständigen Preisen an, was den Konkurrenten Murphy, Dolan und Riley missfiel und ihr eigenes Geschäft zu ruinieren drohte. Bisher kontrollierten sie den Handel von Lincoln County, das Gericht und den Sheriff, William J. Brady. Murphy und Dolan stellten bewaffnete Männer ein, von denen die meisten Mitglieder der Bande um Jesse Evans waren, auch bekannt als „The Boys“. Sie hatten sich bei Gericht einen Beschluss besorgt, aufgrund dessen sie einige von Tunstalls Pferden an sich nehmen durften, weil Tunstall angeblich Schulden bei ihnen hatte.
Tunstall versuchte seinen Konflikt mit Murphy und Dolan beizulegen. Am 18. Februar 1878 trieb er neun Pferde von seiner Ranch nach Lincoln. Auf dem Weg trafen sie mit Leuten von Dolan zusammen. Es kam zu einem Feuergefecht, bei dem Tunstall von Jesse Evans, William Morton und Tom Hill erschossen wurde.
Aus der Entfernung hatten einige von Tunstalls Leuten die Schießerei beobachtet, ohne eingreifen zu können. Billy the Kid, Josiah Gordon Scurlock, Jose Chavez y Chavez, Richard „Dick“ Brewer, Frank McNab, Jim French, John Middleton, George Coe, Frank Coe, Charlie Bowdre, Tom O’Folliard, Fred Waite, Henry Newton Brown, die sich zu einer Bürgerwehr zusammengeschlossen hatten, wurden später als die „Lincoln County Regulators“ bezeichnet. Sie versuchten von nun an, die Mörder zu finden und außerdem die Interessen von Tunstalls überlebenden Partnern, McSween und Chisum, zu vertreten.

## Die Ereignisse ab 1878
Die Regulatoren nahmen ihre Arbeit auf. Als erster wurde William Scott „Buck“ Morton in der Gegend nahe dem Rio Penasco von ihnen gestellt. Morton selbst schilderte die Ereignisse in einer schriftlichen Aufzeichnung.

“The 6th of March I was arrested by a Constable party accused of the murder of Tunstall. Nearly all of the sheriff’s posse fired at him and it is impossible for any one to say who killed him. When the posse which came to arrest me and one man who was with me […] they (eleven in number) fired nearly one hundred shots at us. We ran about five miles, when both of our horses fell and we made a stand when they came up they told us if we would give up they would not harm us. […] We arrived here last night en route to Lincoln. I have heard that we were not to be taken alive to that place. I am not at all afraid of their killing me but if they should do so I wish that the matter should be investigated and the parties dealt with according to law. If you do not hear from me in four days after receipt of this I would like you to make inquiries about the affair.”

„Am 6. März wurde ich von einer Gruppe Constabler verhaftet und des Mordes an Tunstall beschuldigt. Fast die gesamte Sheriff-Truppe hat auf ihn geschossen, und niemand kann sagen, wer ihn getötet hat. Als die Gruppe, die kam, um mich und einen Mann, der bei mir war, zu verhaften […] haben sie (elf an der Zahl) fast hundert Schüsse auf uns abgefeuert. Wir ritten ungefähr fünf Meilen, als unsere beiden Pferde stürzten und wir Widerstand leisteten, als sie auftauchten, sagten sie uns, wenn wir aufgeben würden, würden sie uns nichts tun. […] Wir kamen letzte Nacht hier auf dem Weg nach Lincoln an. Ich habe gehört, dass wir nicht lebend dorthin gebracht werden sollten. Ich habe keine Angst, dass sie mich töten, aber wenn sie es tun sollten, wünsche ich, dass die Angelegenheit untersucht und die Parteien gemäß dem Gesetz behandelt werden. Wenn Sie innerhalb von vier Tagen nach Erhalt dieser Nachricht nichts von mir hören, bitte ich Sie, Nachforschungen über die Angelegenheit anzustellen.“

Begleitet wurde er von Frank Baker, einem von Dolans Leuten, der an der Ermordung Tunstalls nicht beteiligt war. Am 9. März 1878 wurden Morton und Baker am Blackwater Creek getötet. Die Regulatoren gaben später an, dass Morton ihren Mitstreiter William McCloskey, der vorher die Ermordung der Gefangenen verhindert hatte, ermordet habe und danach mit Baker fliehen wollte. Auf der Flucht seien sie dann erschossen worden.
Diese Darstellung wurde angezweifelt, da sowohl Morton als auch Baker jeweils elf Schusswunden im Körper hatten, was genau der Anzahl der Regulatoren entsprach. Es wurde vermutet, dass die beiden hingerichtet wurden und McCloskey sterben musste, weil er gegen die Hinrichtung war. Fortan wurden die Regulatoren ihrerseits vom Sheriff verfolgt.
Am 13. März wurden auch die beiden anderen Mörder Tunstalls, Tom Hill und Jesse Evans, gestellt. In der folgenden Schießerei wurde Tom Hill getötet und Jesse Evans schwer verwundet. Er wurde nach Fort Stanton gebracht, um medizinisch versorgt zu werden. Dort wurde er aufgrund eines alten Haftbefehls verhaftet, demzufolge er Vieh aus einem Indianerreservat gestohlen haben sollte.
Am 1. April 1878 lauerten die Regulatoren Jim French, Frank McNab, John Middleton, Fred Waite, Henry Brown und Billy the Kid dem Sheriff William J. Brady und seinen Deputys auf der Hauptstraße von Lincoln auf. Brady wurde von mehreren Kugeln getroffen und auch sein Deputy George Hindman wurde getötet. Als Billy the Kid sich von einem der Deputys das Gewehr zurückholen wollte, das der Sheriff ihm zuvor abgenommen hatte, wurde er selbst verwundet. Er wurde daraufhin von Sam Corbet in seinem Haus versteckt und stieß erst am 3. April wieder zu den anderen.
Nach den Morden an Brady und Hindman flohen die Regulatoren nach Südwesten und kamen nach drei Tagen in Blazers Mill an, einem Handelsposten, der Fleisch an die Mescalero-Indianer verkaufte. Hier trafen sie auf den Rancher Buckshot Roberts, für den sie einen Haftbefehl hatten. Es kam zu einer heftigen Schießerei, bei der Roberts tödlich getroffen wurde. Er konnte jedoch zuvor den Anführer der Regulatoren, Dick Brewer, erschießen und John Middleton, Josiah „Doc“ Scurlock und George Coe verwunden.
Nach Brewers Tod wurde Frank McNab zum Anführer der Regulatoren gewählt, allerdings schon am 28. April 1878 bei einem Hinterhalt von Dolans Männern neun Meilen südöstlich von Lincoln getötet. Danach wurde Doc Scurlock der neue Anführer. Im Juni 1878 ernannte Gouverneur Samuel Beach Axtell George W. Peppin zum Sheriff des Lincoln Countys. Peppin hatte mehrere Haftbefehle gegen Mitglieder McSweens bei sich, die er vollstrecken sollte. Das Land war in zwei Fraktionen gespalten, die jeweils einen Sheriff stellten und sich als rechtmäßige Hüter des Gesetzes ansahen. Peppins Truppe bestand überwiegend aus Ranchern und Cowboys vom Pecos.

## Die Schlacht von Lincoln

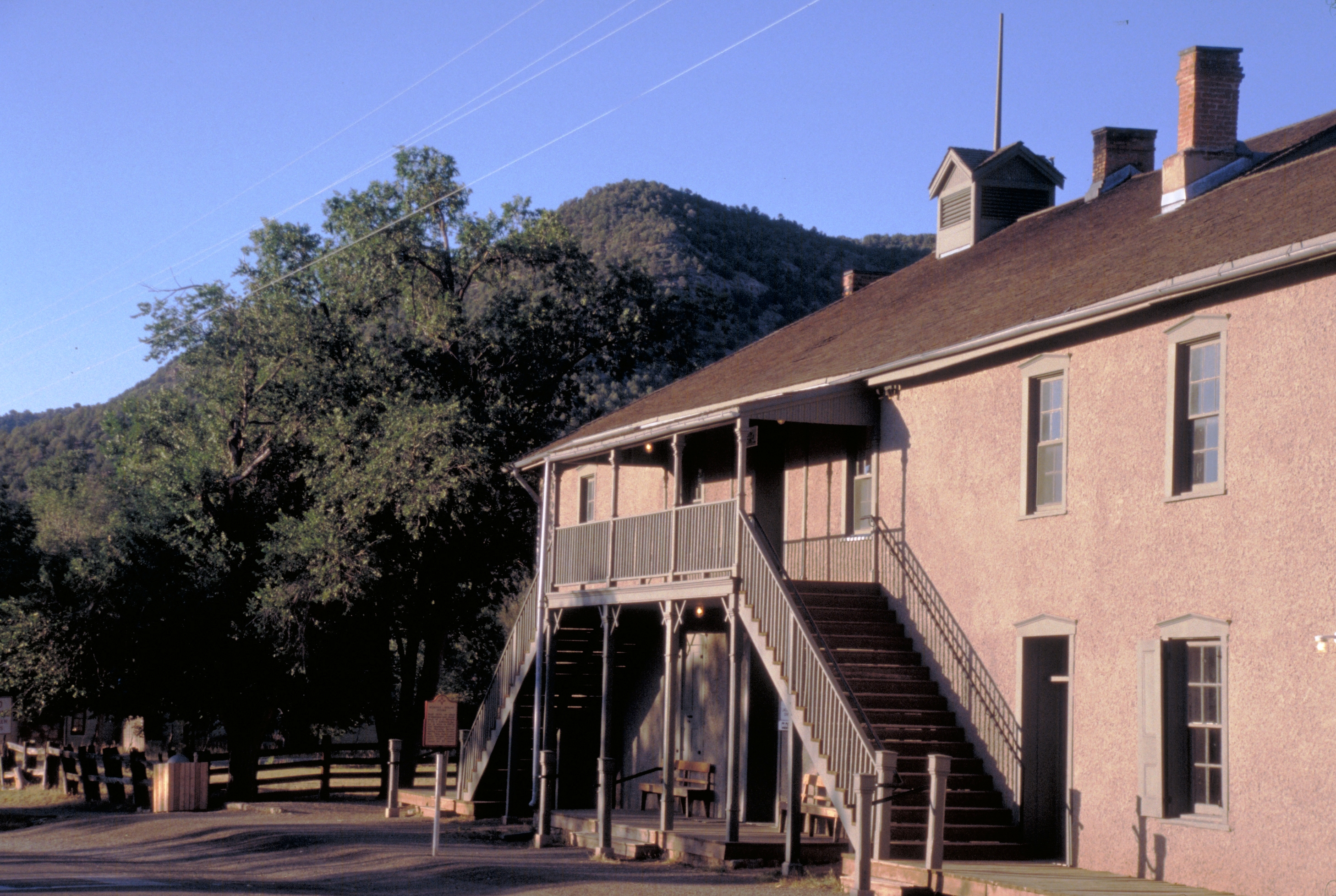
Gericht und Gefängnis von Lincoln

Zum Höhepunkt der Konfrontation kam es, als die Regulatoren am 15. Juli 1878 an zwei Plätzen innerhalb Lincolns eingekreist wurden. Ein Teil hielt sich in McSweens Haus auf, der andere Teil im Laden von Ellis, in dem sich zudem Doc Scurlock, Charlie Bowdre, John Middleton und Frank Coe aufhielten. Ihnen gegenüber standen sämtliche Cowboys von Dolan, Murphy und Seven Rivers.
Anfang Juli 1878 hatte sich Billy the Kid mit seinen Leuten im Haus von McSween verschanzt. Etwa vierzig mexikanische Regulatoren, geführt von Josefita Chavez, die mit ihnen verbündet waren, waren in den Läden von Montana und Ellis untergebracht. Als Murphys Leute das Haus von McSween umzingelt hatten, kam es zu einem heftigen Kampf. In dem Haus hielten sich Alexander McSween und seine Frau Susan, Billy the Kid, Henry Brown, Jim French, Tom O’Folliard, Jose Chavez y Chavez, Frank Coe und ein Dutzend mexikanischer Cowboys auf. Sie verteidigten das zu einer Festung umfunktionierte Gebäude von den Fenstern und Schießscharten aus. Die Männer von Peppin hielten sich in Deckung und schossen zurück. Drei Tage lang belagerten sich die beiden Gruppen, wobei es zwischen den Schusswechseln immer wieder zu Verhandlungen kam. Bis dahin hatte es zwei Opfer gegeben: Tom Cullens war in McSweens Haus von einem Querschläger tödlich getroffen worden, und Dolans Cowboy Charlie Crawford war von Doc Scurlocks Schwiegervater, Fernando Herrera, aus 500 m Entfernung erschossen worden.
Schließlich trafen Regierungstruppen unter dem Kommando von Oberst Nathan Dudley (1825–1910) in der Stadt ein, um gegen die Regulatoren vorzugehen. Mit Kanonen wurden der Laden von Ellis und andere Verschanzungen unter Beschuss genommen. Doc Scurlock flüchtete daraufhin mit seinen Männern, ebenso wie Josefita Chavez mit seinen Cowboys.
Die Verteidiger von McSweens Haus blieben alleine zurück. Am Nachmittag des 19. Juli wurde das Haus angezündet. Susan McSween durfte das brennende Haus verlassen, während die Männer im Haus versuchten, das Feuer zu löschen. Schließlich entschieden sie sich, das Haus durch die Hintertür zu verlassen. Jim French war der erste, der aus dem Haus kam, gefolgt von Billy the Kid, Tom O’Folliard und Jose Chavez y Chavez. Dolans Männer sahen die Fliehenden und eröffneten das Feuer. Harvey Morris, McSweens Rechtsanwaltspartner, wurde dabei getötet. Als die Soldaten versuchten, die Flüchtenden festzunehmen, kam es zu einem heftigen Feuergefecht auf kurze Entfernung. Alexander McSween und der Seven-Rivers-Cowboy Bob Beckwith wurden dabei erschossen, ebenso Francisco Zamorra und Vicente Romero, mexikanische Regulatoren. Yginio Salazar wurde durch einen Schuss in den Rücken verletzt. Drei weitere mexikanische Regulatoren konnten entkommen und sich mit dem harten Kern der Regulatoren wieder vereinigen.

## Nachbetrachtung
Der Lincoln-County-Rinderkrieg führte zu keinem Ergebnis, abgesehen davon, dass die Gegend auch in den nächsten Jahren nicht zur Ruhe kam. Nach den geflüchteten Regulatoren wurde weiterhin gesucht, insbesondere nach Billy the Kid. Die Regulatoren zerstreuten sich größtenteils. Doc Scurlock verließ die Gegend und wurde ein gesetzestreuer Bürger. Bei Billy the Kid blieben Charlie Bowdre, Tom O’Folliard, Dave Rudabaugh und einige andere, mit denen er fortan Viehdiebstähle und andere Verbrechen beging.
Schließlich wurden Tom O’Folliard, Charlie Bowdre sowie später auch Billy the Kid von Sheriff Pat Garrett und seinem Aufgebot aufgespürt und getötet. Alle drei wurden in Fort Sumner, New Mexico, begraben.

## Rezeption
Das Thema wurde in zahlreichen Filmen verarbeitet.
- 1970: Chisum Regie: Andrew V. McLaglen
- 1988: Young Guns Regie: Christopher Cain
- 1996: The Lincoln County War Teil der Serie The Real West A&E Television Networks
- 2011: Birth of a Legend: Billy the Kid & The Lincoln County War Regie: Andrew A. Wilkinson
- 2022: Billy the Kid TV-Serie von Michael Hirst (Billy: Tom Blyth und als Kind Jonah Collier)